# Partulina tessellata
Partulina tessellata é uma espécie de gastrópode  da família Achatinellidae.
É endémica dos Estados Unidos da América.